# Undraa Agvaanluvsan
Undraa Agvaanluvsan (mongol: Агваанлувсангийн Ундраа)  (Ulaanbaatar, 1973) és una física i política mongola que ha estat membre del Gran Jural de l'Estat des del 2016. Amb la seva carrera i treball científic reconegut internacionalment, Undraa és considerada una de les dones altament formades i una erudita que ha entrat mai a la política a Mongòlia.

## Joventut i estudis
Undraa va néixer el 1973 a Ulan Bator (Mongòlia). En acabar els seus estudis secundaris a la primera i única escola intensiva de matemàtiques i física del moment a Mongòlia, Undraa va assistir a la Universitat Nacional de Mongòlia on va estudiar física. Es va llicenciar el 1994 i va cursar un màster el 1995. Després, Undraa va continuar els seus estudis de física al Centre Internacional de Física Teòrica de Trieste (Itàlia), on va rebre un diploma en física de partícules el 1997. Va obtenir el doctorat a la Universitat Estatal de Carolina del Nord de Raleigh (Carolina del Nord, Estats Units d'Amèrica). El 2002, va estudiar reaccions nuclears i el caos quàntic als nuclis i es va convertir-se en PhD en física als 29 anys.

### Laboratori Nacional Lawrence Livermore
Després dels seus estudis, Undraa va realitzar investigacions postdoctorals i va treballar com a membre del personal postdoctoral i investigadora a la Universitat Estatal de Carolina del Nord i al Laboratori Nacional Lawrence Livermore. Va publicar i va ser coautora de diverses dotzenes d'articles en revistes revisades per experts.

### Universitat Stanford
Undraa va ser becària de ciències del CISAC i professora visitant durant el període 2008-2010, i afiliada des del 2010 fins a l'actualitat. Els seus interessos de recerca al CISAC es van centrar en estudis d'energia nuclear. A la Universitat Stanford, Undraa va dirigir un projecte de recerca de primer cicle sota els auspicis del Programa d'estudis a l'estranger de Bing. També va ensenyar polítiques d'energia nuclear al programa d'Estudis de Polítiques Internacionals.

### Retorn a Mongòlia
En tornar a Mongòlia, Undraa va ser nomenada directora adjunta de l'Institut d'Estudis Estratègics del Consell de Seguretat Nacional, i va ser assessora del ministre de Recursos Minerals i Energia. El 2010, Undraa va ser nomenada ambaixadora en general al Ministeri d'Afers Exteriors de Mongòlia.
És copresidenta de la secció de Mongòlia de Dones Directores Corporatives, una organització mundial de dones que actua en consells públics i privats. Undraa ha servit i actua en diversos consells assessors d'empreses i organitzacions de bona reputació, inclosa la mongola Oil Shale Company i el consell assessor de Rio Tinto Mongolia, que explota la mina Oyu Tolgoi, una de les mines de coure i or més grans del món que es troba a la regió del Gobi del sud de Mongòlia.

## Carrera política

### Estratègia acadèmica
Abans de ser escollida membre del Parlament mongol el 2016, Undraa va treballar com a directora de l'Acadèmia d'Estratègia, un grup de laboratori d'idees afiliat al Partit del Poble de Mongòlia, que es va fundar originalment el 1955.
Es va prendre una decisió a l'octubre del 2013 durant el 27 Congrés del Partit del Poble de Mongòlia per reformar i reorganitzar l'Acadèmia d'Estratègia com a institut independent d'investigació de polítiques. Aquesta reforma va ser liderada per Undraa, que va treballar per a restablir l'Acadèmia d'Estratègia com a principal organització de recerca multidisciplinària independent de Mongòlia i desenvolupant polítiques públiques reformadores i assessorament sobre polítiques estratègiques mitjançant una anàlisi rigorosa del desenvolupament socioeconòmic del país.
Durant el seu mandat com a directora de l'Acadèmia d'Estratègia, va desenvolupar el manifest del Partit del Poble de Mongòlia per a les eleccions generals 2016 basat en la seva investigació d'un any dirigida a les necessitats urgents de totes les branques de la societat. Undraa va ser fonamental en la realització de les enquestes d'opinió per a les eleccions generals de 2016 i en la selecció de candidats per a les eleccions generals de 2016, que va resultar en el fet que el Partit del Poble de Mongòlia guanyés 65 dels 76 escons del Parlament.

### Membre del Parlament
Undraa va ser elegida membre del Parlament del districte de Bayangol, Ulan Bator (circumscripció 67), el 2016 pel Partit del Poble de Mongòlia. Com a membre del Parlament, Undraa forma part del Comitè permanent de seguretat i política exterior, i del Comitè permanent de política social, educació, cultura i ciència.

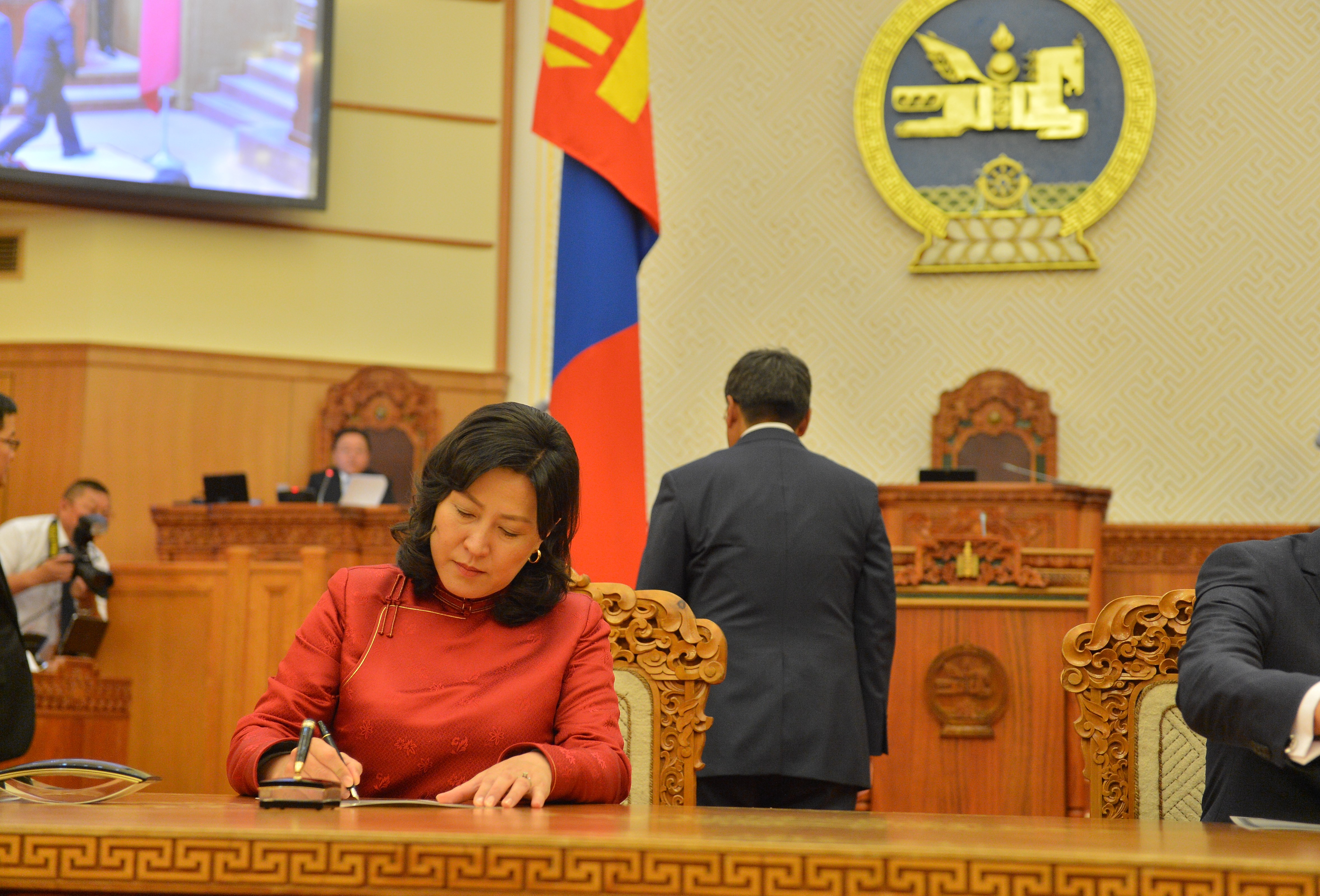
Undraa Agvaanluvsan durant la cerimònia de jurament
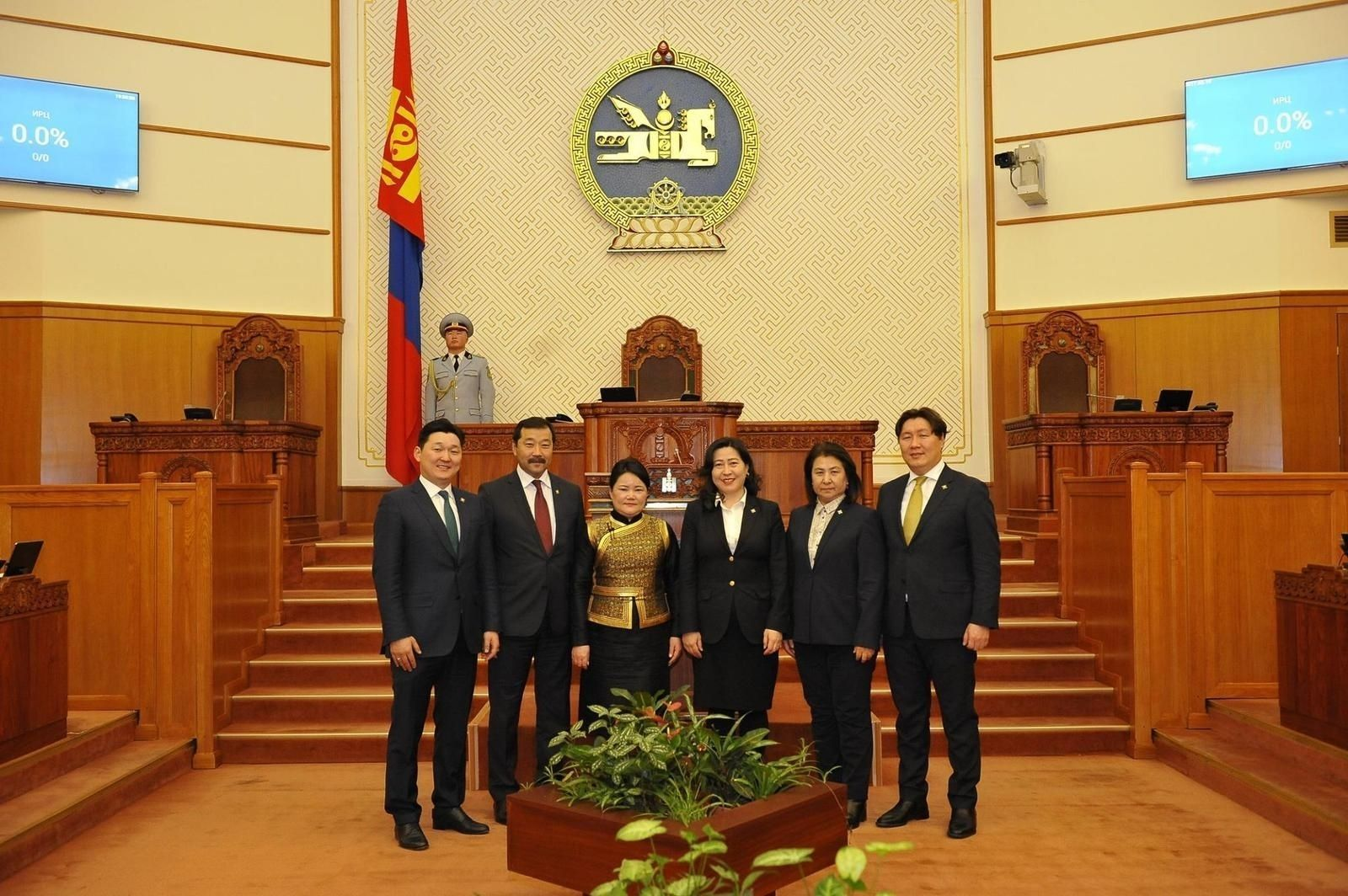
Lobby del Grup de la mineria responsable

El 10 de febrer de 2018 va ser nomenada presidenta de la subcomissió parlamentària de desenvolupament sostenible.

### Grup de suport a la mineria responsable dins del Parlament de Mongòlia
Undraa va iniciar la creació del Grup de Suport a la Mineria Responsable al Parlament, pel qual els diputats A. Undraa, L. Amarzayaa, G.Temuulen, O. Sodbileg, B. Batzorig, Ts. Garamjav, i Y. Sodbaatar van establir el Grup de Suport a la Mineria Responsable el 14 de febrer de 2017.

## Premis
Entre els guardons i distincions d'Undraa s'inclouen el Premi al servei distingit de la indústria del petroli de Mongòlia, el Premi al servei distingit de protecció del medi ambient per a Mongòlia i el membre 21 d'Àsia de la Societat d'Àsia. És presidenta emèrita de MASA - Mongolian US Alumni Association.

## Vida personal
Undraa està casada amb el físic nuclear Dashdorj Dugersuren. Tenen dos fills.

### Filtracions de Wikileaks
«La Dra. UNDRAA Agvaanluvsan, professora de qüestions i polítiques d'energia nuclear a la Universitat Stanford i recentment nomenada subdirectora del laboratori d'idees intern del Consell de Seguretat Nacional de Mongòlia, va informar els oficials de l'ambaixada el 26 de desembre que la República Demòcràtica Popular de Corea i Mongòlia continuen discutint un augment comerç i intercanvis bilaterals. Aquest serà un tema important de debat durant la visita del ministre d'Afers Exteriors Zandanshatar a la RPDC a finals de gener de 2010».
«La Dra. UNDRAA també va discutir un esforç separat per part seva i d'altres professors de Stanford per organitzar una reunió trilateral EUA-RPDC-Mongòlia a Mongòlia a la primavera de 2010. Per separat, Undraa va descriure una proposta d'iniciativa nuclear de Mongòlia per establir una zona internacional d'enriquiment d'urani que pogués proporcionar combustible nuclear a la regió, tot donant suport a l'estabilitat geopolítica a través de la neutralitat de Mongòlia i el repudi de les ambicions d'armament. Finalment, Undraa va expressar un fort interès per les beques de mineria patrocinades per Peabody a la Universitat d'Arizona.»

### La Fundació Mitchell
Amb el seu marit, Dashdorj Dugersuren, Undraa va cofundar la Fundació Mitchell, amb la missió de donar suport a la ciència, l'educació i el desenvolupament del lideratge. El Programa de joves líders de Mongòlia que van iniciar Undraa i Dashdorj Dugersuren s'ha convertit en el programa més gran d'aquest tipus destinat a joves mongols brillants que estudien a tot el món, i s'estén com un programa separat anomenat Xarxa de joves líders mongols, de la qual continua sent Undraa la presidenta d'honor.

### La Federació de Dames de Mongòlia
Undraa és la presidenta de la Federació de Dames de Mongòlia. En assumir aquesta posició, ha afirmat que molts dels seus esforços es dedicaran a animar a moltes de les generacions més joves a adoptar les dames a una edat primerenca i va compartir la seva intenció de crear clubs de dames a les escoles secundàries.